# DAF (bilmærke)
 For alternative betydninger, se DAF. (Se også artikler, som begynder med DAF)
Van Doorne's Automobiel Fabriek N.V. normalt blot kendt som DAF er en hollandsk lastbilfabrikant, og hører som mærke til den amerikanske Paccar-koncern.

## Historie
I år 1928 grundlagde Hub van Doorne i Eindhoven Hub van Doorne, Machinefabriek en Reparatieinrichting som kommanditselskab (Commanditaire vennootschap). I starten koncentrerede firmaet sig om svejse- og smedearbejde for Eindhovens skibsfart samt Philips. Depressionen i 1930'erne tvang brødrene van Doorne − i mellemtiden var også Hub van Doornes lillebror Wim van Doorne blevet ansat i firmaet − til at se sig om efter nye arbejdsområder.
Firmaet blev i 1932 omdøbt til Van Doorne’s Aanhangwagenfabriek N.V. (DAF) og ændret til aktieselskab (hollandsk: Naamloze vennootschap/N.V.). Fra dette tidspunkt fokuserede firmaet udelukkende på produktion af tungt læsselige lastbilsanhængere. I 1936 blev verdens første containersættevogn udviklet.
Under 2. verdenskrig blev der for første gang bygget trækkøretøjer, nemlig tunge artillerislæbere til militæret. Efter krigen fulgte i 1948 et nyt navneskifte, denne gang til Van Doorne’s Automobiel Fabriek N.V.
I 1949 begyndte DAF ud over anhængere også at fremstille lastbiler, som i det første lange stykke tid havde motorer fra den britiske fabrikant Leyland. Senere fulgte licensproduktion samt videreudvikling af Leyland-motorerne af DAF, indtil man senere gik over til at producere komplet egenudviklede motorer.
En stærk side af DAF's lastbilproduktion var de fra begyndelsen frontstyrede førerhuse, i starten runde men fra 1960'erne mere kantede, men kernen har ikke ændret sig meget frem til i dag. Fra 1950'erne til 1972 omfattede modelprogrammet ligeledes hjelmvogne.
Fra 1958 blev der med DAF 60, DAF 30 ("Daffodil"), DAF 33 og DAF 66 også fremstillet personbiler. DAF-personbilerne er specielt kendt for deres revolutionære drivlinje med Variomatic-gearkassen, et trinløst automatgear med kilerem, som muliggør en rykfri kørsel i et optimalt omdrejningsområde. Teoretisk set kunne bilen derved køre lige hurtigt forlæns og baglæns.
Personbilsafdelingen blev i 1975 solgt til Volvo. Med DAF 77 blev der udviklet endnu en personbil med Variomatic, som kom på markedet som Volvo 343 og også blev markedsført i Holland.
I 1970'erne var DAF med i joint venture'et De fires klub sammen med Saviem, Magirus-Deutz og Volvo. I 1996 overtog den amerikanske Paccar-koncern den tilbageværende lastbilsafdeling, men DAF findes alligevel fortsat på nyvognsmarkedet som selvstændigt mærke.

## Lastbilmodeller
Ligesom flere andre lastbilfabrikanter har også DAF inddelt deres modeller i serier:
| Klasse                | Modelserie |
| --------------------- | ---------- |
| Lette lastbiler       | LF         |
| Middeltunge lastbiler | CF         |
| Tunge lastbiler       | XF         |

### Billeder
- DAF type G1300DA325
- DAF 2600
- DAF-varebil
- DAF 3300 og DAF 95
- DAF 95
- DAF 1100
- Leyland-DAF 85 som autotransporter (højrestyret version)
- DAF 95XF
- DAF XF105

### Modelprogram
| År          | Udvalg                |
| ----------- | --------------------- |
| 1962 − 1974 | - DAF 2600            |
| 1973 − 1986 | - DAF 2300 - DAF 3300 |
| 1987 − 1996 | - DAF 95              |
| 1997 − 2002 | - DAF 95XF            |
| 2002 − 2006 | - DAF XF95            |
| 2006 −      | - DAF XF105           |

## Personbilmodeller

### Billeder
- DAF 30
- DAF 46
- DAF 55
- DAF 66 Marathon

### Produktionstidsrum og -omfang
| Model                | Byggeår     | Antal produceret | Bemærkning                                        |
| -------------------- | ----------- | ---------------- | ------------------------------------------------- |
| DAF 600              | 1959 − 1963 | 30.591           |                                                   |
| DAF 750              | 1961 − 1963 | 16.767           |                                                   |
| DAF 30               | 1961 − 1963 | 23.045           | Kaldet "Daffodil"                                 |
| DAF 31               | 1963 − 1965 | 56.200           | Kaldet "Daffodil"                                 |
| DAF 32               | 1965 − 1967 | 53.674           | Kaldet "Daffodil"                                 |
| DAF 44               | 1966 − 1974 | 167.902          |                                                   |
| DAF 55               | 1968 − 1972 | 153.263          |                                                   |
| DAF 55 Marathon      | 1971 − 1972 | 10.967           |                                                   |
| DAF 66               | 1972 − 1975 | 101.967          | Fra 1976 bygget videre som Volvo 66               |
| DAF 66 Marathon      | 1972 − 1973 | 14.382           |                                                   |
| DAF 66 Marathon 1300 | 1973 − 1975 | 23.074           |                                                   |
| DAF 66 YA            | 1974 − 1975 | 1.201            | Militærkøretøj                                    |
| DAF 46               | 1974 − 1976 | 32.535           | Efter Volvos overtagelse solgt et år mere som DAF |